# رونان ۴۰۲۴
سیارک ۴۰۲۴ (به انگلیسی: 4024 Ronan، نامگذاری:1981WQ) چهار هزار و بیست و چهارمین سیارک کشف شده‌است که در ۲۴ نوامبر ۱۹۸۱ کشف شد.
قدر مطلق سیارک برابر ۱۲٫۹۰ است.